# Freaky Friday 2 : Encore dans la peau de ma mère
Pour les articles homonymes, voir Freaky Friday (homonymie).
Série Freaky Friday
Dans la peau de ma mère
(2003)
Pour plus de détails, voir Fiche technique et Distribution.
Freaky Friday 2 : Encore dans la peau de ma mère ou Un vendredi encore plus dingue au Québec (Freakier Friday) est un film américain réalisé par Nisha Ganatra et sorti en 2025. Il fait suite à Freaky Friday : Dans la peau de ma mère, de Mark Waters, sorti en 2003 et adapté du roman éponyme de Mary Rodgers.

## Fiche technique
Sauf indication contraire, les informations mentionnées dans cette section peuvent être confirmées par la base de données cinématographiques IMDb,  présente dans la section « Liens externes ».
- Titre original : Freakier Friday
- Réalisation : Nisha Ganatra
- Scénario : Jordan Weiss, d'après les personnages de Heather Hach et Leslie Dixon et d'après l’œuvre originale Un vendredi dingue, dingue, dingue (Freaky Friday) de Mary Rodgers
- Musique : Amie Doherty
- Décors : Kay Lee
- Costumes : Natalie O'Brien
- Photographie : Matthew Clark
- Montage : Eleanor Infante
- Production : Kristin Burr, Jamie Lee Curtis et Andrew Gunn

Producteurs délégués : Nathan Kelly, Lindsay Lohan et Ann Marie Sanderlin
- Société de production : Walt Disney Pictures
- Société de distribution : Walt Disney Studios Motion Pictures
- Pays de production :  États-Unis
- Langue originale : anglais
- Adaptation doublage en français : Manchette-Niemiec
- Format : couleur
- Genre : comédie fantastique
- Dates de sortie[1] :
  - France : 6 août 2025[2]
  - États-Unis : 8 août 2025

## Distribution
- Jamie Lee Curtis (VF : Véronique Augereau) : Tess Coleman
- Lindsay Lohan (VF : Karine Foviau) : Anna Coleman
- Julia Butters (VF : Jaynélia Coadou) : Harper Coleman
- Sophia Hammons (en) (VF : Lisa Caruso) : Lily Davies
- Manny Jacinto (VF : Stéphane Fourreau) : Eric Davies
- Maitreyi Ramakrishnan (VF : Jessica Monceau) : Ella
- Rosalind Chao : Pei-Pei
- Chad Michael Murray (VF : Yoann Sover) : Jake
- Mark Harmon (VF : Hervé Jolly) : Ryan
- Vanessa Bayer (VF : Edwige Lemoine) : Mme Jen, la diseuse de bonne aventure
- Christina Vidal Mitchell (VF : Natacha Muller) : Maddie
- X Mayo (en) (VF : Corinne Wellong) : la principale Waldman
- Haley Hudson (en) (VF : Jason Ciarapica) : Peg
- Ryan Malgarini (en) : Harry Coleman
- Lucille Soong : la mère de Pei-Pei
- Stephen Tobolowsky (VF : Bernard Alane) : Elton Bates
- Jordan E. Cooper (en) : Jett
- Elaine Hendrix (VF : Ingrid Donnadieu) : Blake Kale
- Chloe Fineman : GiGi

 Source et légende : version française (VF) sur RS Doublage et le carton cinématographique du doublage français.

## Production
En mai 2023, Walt Disney Pictures annonce qu'une suite à Freaky Friday : Dans la peau de ma mère est en développement, avec un script écrit par Elyse Hollander. Il est précisé que Jamie Lee Curtis et Lindsay Lohan vont reprendre leurs rôles du premier film. En mars 2024, la seconde confirme que le projet est en développement actif alors que Nisha Ganatra a été engagée comme réalisatrice. Jordan Weiss (en) est engagé pour réécrire le script,. En juin 2024, Julia Butters, Manny Jacinto, Sophia Hammons ou encore Maitreyi Ramakrishnan rejoignent la distribution. Mark Harmon, Chad Michael Murray, Christina Vidal, Haley Hudson, Lucille Soong, Stephen Tobolowsky et Rosalind Chao sont quant à eux confirmés pour reprendre leurs rôles du premier opus.
Le tournage débute à Los Angeles le 24 juin 2024. Les prises de vues s'achèvent le 21 août 2024.
Le titre du film est officiellement révélé par les deux actrices principales lors de la D23 Expo le 9 août 2024.

## Sortie et accueil
Freakier Friday sortira aux États-Unis le 8 août 2025.